# Te quiero (canción de Hombres G)
«Te quiero» es una canción del grupo de pop español Hombres G, que fue lanzada en el año de 1986.

## Descripción
El tema fue el tercer sencillo que publicó la banda en 1983 en Discos Lollipop, aunque en ese momento no era tan popular. Tres años más tarde recuperan la canción y la incluyen en su segundo álbum de estudio La cagaste... Burt Lancaster. La canción vuelve a publicarse como sencillo y se convirtió en otra canción exitosa de su disco.
La canción alcanzó el número uno en la lista de Los 40 Principales la semana del 10 de octubre de 1986.

## Lista de canciones

### CD - Single[8]
| Te quiero — Single |             |          |  |
| N.º                | Título      | Duración |  |
| 1.                 | «Te quiero» | 3:45     |  |
| 2.                 | «Indiana»   | 2:54     |  |

## Versiones
En 2017 la cantante ranchera Sonía Diaz hace cover de la canción en mariachi para después relanzarse en 2020 en su álbum Lo que te mereces. Y ahí acaba todo
En 2019 la banda mexicana de pop Volován hizo cover de la canción que está disponible en plataformas digitales.